# Francis Buchanan-Hamilton
Francis Buchanan-Hamilton (Callander, Perthshire Escócia, 15 de fevereiro de 1762 – Grã-Bretanha, 15 de junho de 1829) foi médico, zoólogo e botânico escocês vivendo na Índia.

## Publicações
- Journey from Madras through the countries of Mysore, Canara, and Malabar : for the express purpose of investigating the state of agriculture, arts and commerce, the religion, manners, and customs, the history natural and civil, and antiquities,  Buchanan-Hamilton, Francis. 3 Volúmenes. Londres. (1807)
- An Account of the Kingdom of Nepal Buchanan-Hamilton, Francis. (1819)
- An account of the fishes found in the river Ganges and its branches Buchanan-Hamilton, Francis.(1822)

Também aparece sua abreviatura em equipes, como:
- Buchanan-Hamilton & D. Don
- Buchanan-Hamilton & de Candolle